# Trichia
Трихія (Trichia) — рід міксоміцетів родини трихієві (Trichiaceae). Назва вперше опублікована 1768 року.

## Будова
Трихія має спорангії чашоподібної форми, в яких розташовані округлі спори, і ниткоподібний капіліцій, що має спіральні потовщення на стінках. 

## Поширення та середовище існування
Живуть трихії на мертвій деревині.

## Галерея

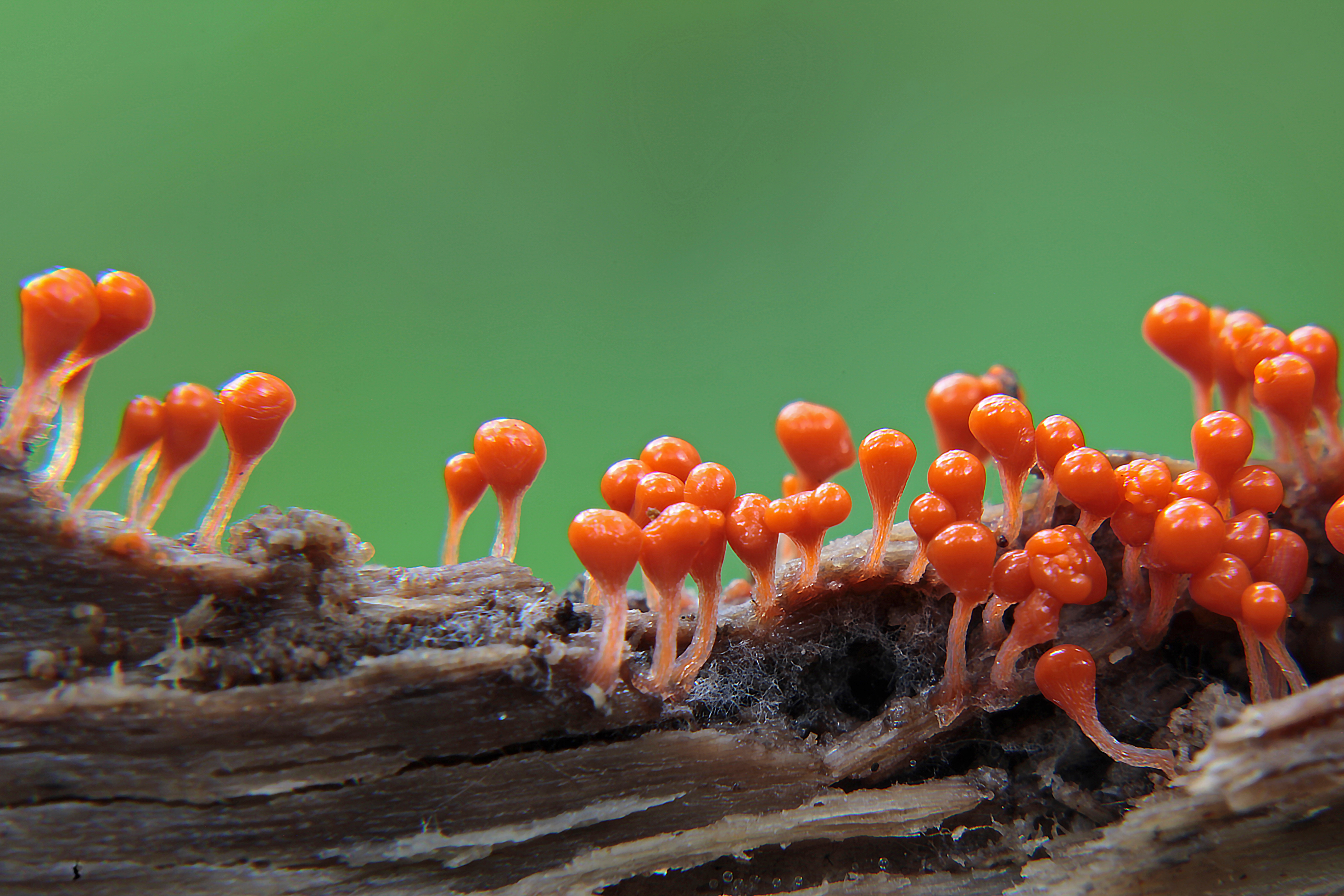
Trichia decipiens
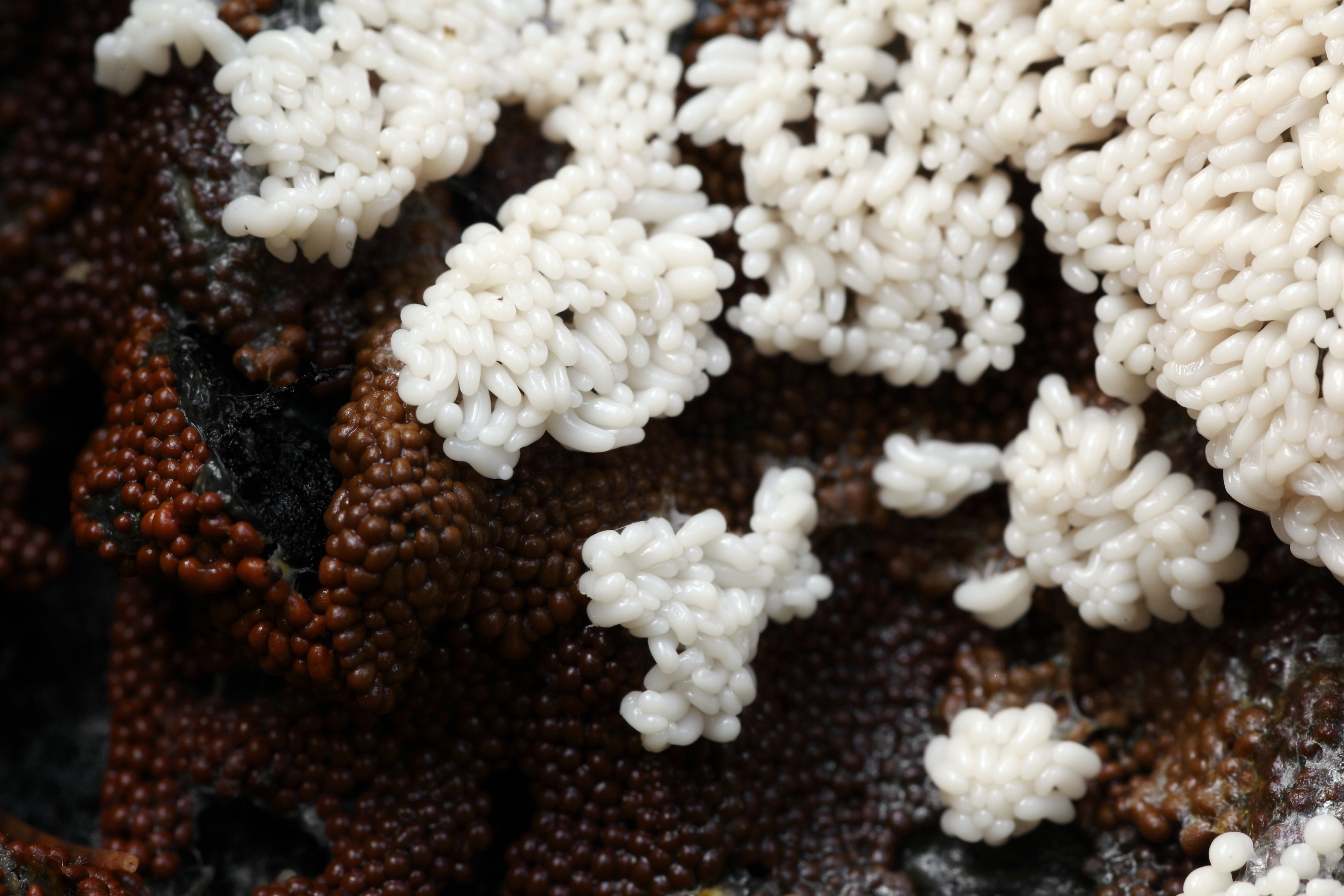
Трихія варіююча (Trichia varia)
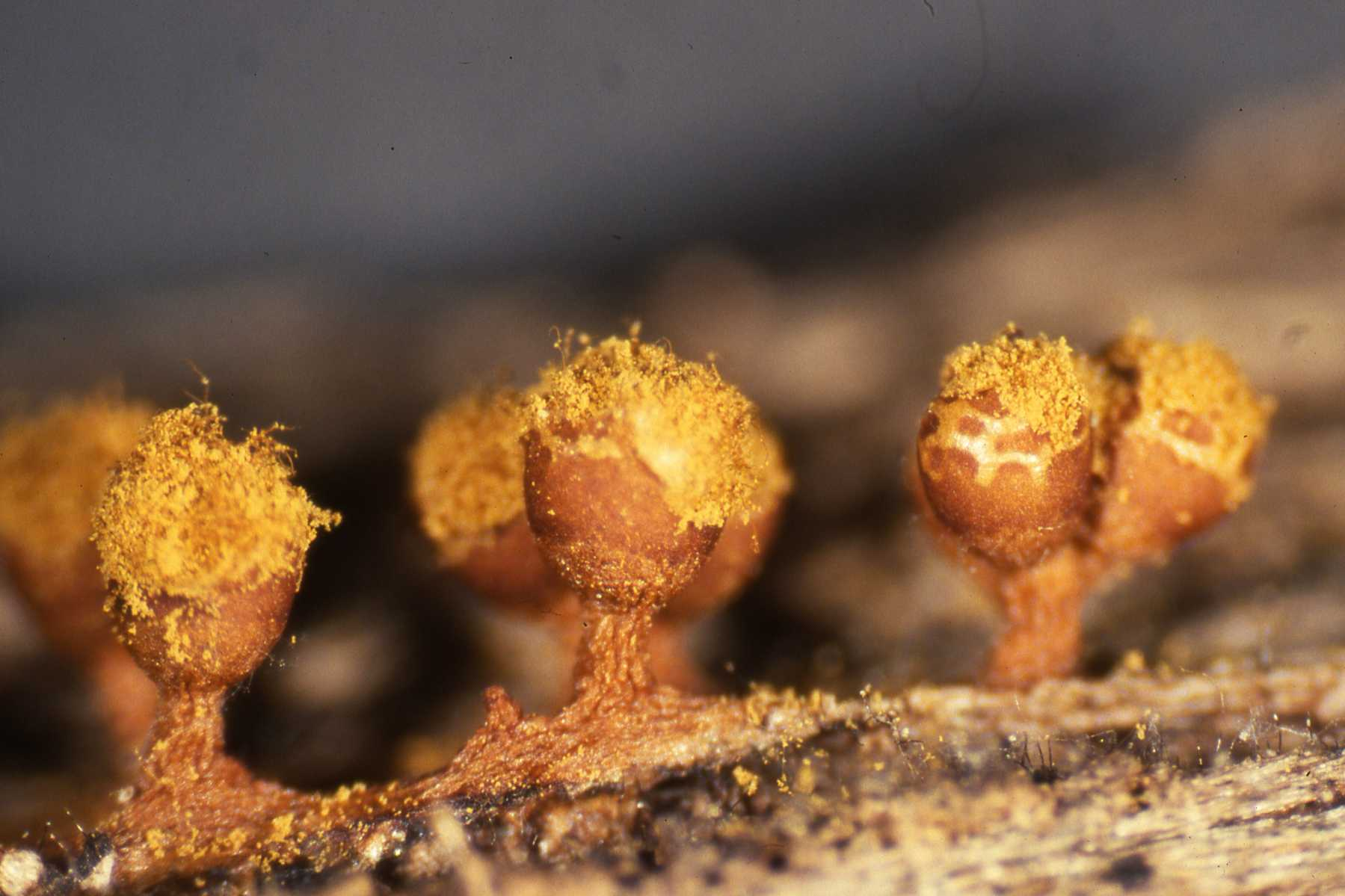
Trichia botrytis